# Мичел (Орегон)
Мичел (енгл. Mitchell) град је у америчкој савезној држави Орегон.

## Демографија
По попису из 2010. године број становника је 130, што је 40 (-23,5%) становника мање него 2000. године.
| Група             | 2000.       | 2010.       |
| Белци             | 148 (87,1%) | 120 (92,3%) |
| Афроамериканци    | 0 (0,0%)    | 0 (0,0%)    |
| Азијати           | 2 (1,2%)    | 0 (0,0%)    |
| Хиспаноамериканци | 13 (7,6%)   | 2 (1,5%)    |
| Укупно            | 170         | 130         |